# Міс Греція
Міс Греція, Зірка Греції і Міс Молодість (грец. Σταρ Ελλάς) — щорічний національний конкурс краси у Греції, який проводиться з 1952 року. Переможниця конкурсу отримує звання Зірка Греції і здобуває право представляти країну на Міс Всесвіт, тоді як Міс Греція бере участь у конкурсі Міс Світу. Фіналістки та переможниці інших титулів представлють країну на міжнародних конкурсах таких як Міс Земля, Міс Інтерконтиненталь і Міс Європа. Починаючи з 1989 року конкурс транслює грецьке телекомпанія ANT1.

## Переможниці

### До Другої світової війни
| Рік    | Переможниця     |
| 1929 : | Аспасія Карадза |
| 1930 : | Алікі Діплараку |
| 1931 : | Хріссула Роді   |

### Після 1952

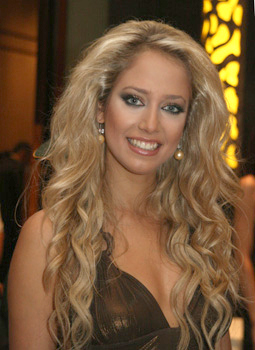
Катеріна Еваггеліну, Міс Греція 2007

| Year   | Зірка Греції        | Міс Греція          | Зірка Греції B       | Міс Греція B          |
| 1952 : | Нтаїзі Мавракі      | Віргінія Петімезакі | Арула Георгандза     |                       |
| 1953 : | Дорета Ксіру        | Антуанета Ронтопулу | Ерміна Дамаску       | Александра Лакіду     |
| 1954 : | Ріка Діалліна       | Ефі Мела            | Ефі Андрулакакі      | Юлія Стаміті          |
| 1955 : | Соня Зойду          |                     |                      |                       |
| 1956 : | Ріта Гума           |                     |                      |                       |
| 1957 : | Лігія Каравія       |                     |                      |                       |
| 1958 : | Марілі Калімопулу   |                     |                      |                       |
| 1959 : | Зоїца Куруклі       |                     |                      |                       |
| 1960 : | Магда Пасалоглу     |                     |                      |                       |
| 1961 : | Рія Делуці          |                     |                      |                       |
| 1962 : | Хрістіна Апостулу   |                     |                      |                       |
| 1963 : | Деспіна Оргета      |                     |                      |                       |
| 1964 : | Корінна Цопей       |                     |                      |                       |
| 1965 : | Аспа Теологіту      |                     |                      |                       |
| 1966 : | Катя Балафута       |                     |                      |                       |
| 1967 : | Елія Калогеракі     |                     |                      |                       |
| 1968 : | Міранда Зафейропулу |                     |                      |                       |
| 1969 : | Елена Алексопулу    |                     |                      |                       |
| 1970 : | Віві Алексопулу     |                     |                      |                       |
| 1971 : | Гого Адзолетакі     |                     |                      |                       |
| 1972 : | Ненсі Капетанакі    |                     |                      |                       |
| 1973 : | Вана Пападакі       |                     |                      |                       |
| 1974 : | Не проводився       | Не проводився       | Не проводився        | Не проводився         |
| 1975 : | Афродіті Кацалі     |                     |                      |                       |
| 1976 : | Хрістіана Каврудакі |                     |                      |                       |
| 1977 : | Марія Спантідакі    |                     |                      |                       |
| 1978 : | Маріета Кунтуракі   |                     |                      |                       |
| 1979 : | Катя Кукіду         |                     |                      |                       |
| 1980 : | Рула Канеллопулу    |                     |                      |                       |
| 1981 : | Марія Нікулі        |                     |                      |                       |
| 1982 : | Тіна Руссу          |                     |                      |                       |
| 1983 : | Плусія Фарфаракі    |                     |                      |                       |
| 1984 : | Пеггі Догані        |                     |                      |                       |
| 1985 : | Сабіна Даміаніду    | Епі Галану          |                      |                       |
| 1986 : | Васілея Мантакі     | Анна Кахагія        |                      |                       |
| 1987 : | Ксенія Пантазі      | Елені Москіу        | Афродіті Панайоту    |                       |
| 1988 : | Тереза Ліаку        | Аріадні Мілона      | Вассілікі Геротодору |                       |
| 1989 : | Хрістіана Латані    | Катеріна Петропулу  | Марія Доріду         |                       |
| 1990 : | Дзені Балаціну      | Софія Лафкіоті      | Іріні Стефану        |                       |
| 1991 : | Маріна Пупу         | Міріам Панагу       | Дімітра Пападоянні   | Еліна Кефі            |
| 1992 : | Маріна Цінтікіду    | Евгенія Пасхаліді   | Георгія Дросу        |                       |
| 1993 : | Хрістіна Манусі     | Манія Делу          | Елені Замбака        |                       |
| 1994 : | Рея Тутунзі         | Еві Адам            | Хрістіна Лекка       |                       |
| 1995 : | Елені Папаіоанну    | Маїрі Мозікі        | Марія Павлі          |                       |
| 1996 : | Ніна Георгала       | Ірене Скліва        | Ранія Лікуді         |                       |
| 1997 : | Еліна Зісі          | Евгенія Лімандзакі  | Ванесса Ставру       |                       |
| 1998 : | Дімітра Егініті     | Катя Маргарітоглу   | Елені Пліаціка       |                       |
| 1999 : | Софія Рапті         | Еві Ватіду          | пінелопі Лендзу      |                       |
| 2000 : | Ненсі Дзулакі       | Елені Скафіда       | Александра Уста      | Дімітра Кіціу         |
| 2001 : | Евеліна Папантоніу  | Валентіні Даскалуді | Фотіні Кокарі        | Елевтерія Пантелідакі |
| 2002 : | Лена Папарігоропулу | Катеріна Георгіаду  | Сталла Ябурра        | Георгія Міха          |
| 2003 : | Марієтта Хрусала    | Васілікі Цекура     | Ліна Запруді         | Катеріна Каріоту      |
| 2004 : | Валія Какуті        | Марія Спірідакі     | Ольга Кіпріоту       | Аксія Андреадакі      |
| 2005 : | Евагелія Аравані    | Катеріна Стікуді    | Потула Перімені      | Ніколетта Раллі       |
| 2006 : | Олімпія Опсініду    | Іріні Карра         | Юлія Александрату    | Елена Асімакопулу     |
| 2007 : | Дукіса Номіку       | Катеріна Еваггеліну | Антонія Каллімуку    | Деспіна Влепакі       |
| 2008:  | Діонісія Кукіу      | Ангелікі Калаїдзі   | Рія Антоніу          | Софія Родіті          |
| 2009:  | Вівіана Кампаніле   | Алкісті Аніфанті    | Діана Ігропулу       | Маргаріта Папандреу   |

## Міжнародні досягнення
| Міс Всесвіт            | Міс Всесвіт         |
| ---------------------- | ------------------- |
| 1964                   | Корінна Цопей       |
| Міс Світ               |                     |
| 1996                   | Ірене Скліва        |
| Міс Інтерконтиненталь  |                     |
| 1994                   | Хрістіна Лекка      |
| Міс Туризм міжнародний |                     |
| 2005                   | Ніколетта Раллі     |
| Міс Європа             |                     |
| 1930                   | Алікі Діплараку     |
| 1991                   | Катеріна Міхалопулу |
| 1992                   | Маріна Цінтікіду    |
| 1997                   | Ісавелла Дара       |